# Église paroissiale

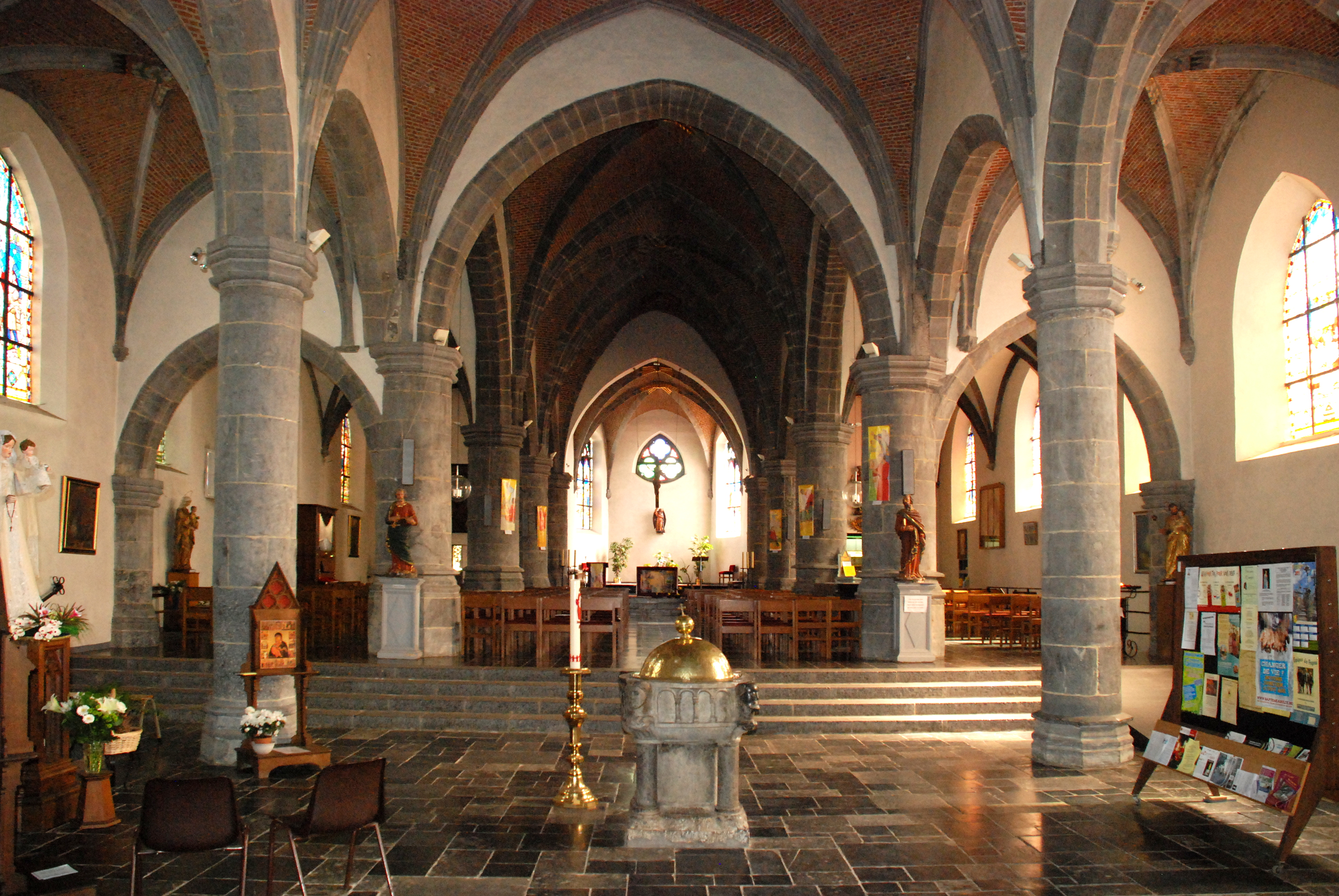
L'église Saint-Michel de Gerpinnes avec les fonts baptismaux à l'avant plan.

Une église paroissiale, dans le christianisme, est une église qui joue le rôle de centre religieux d'une paroisse, l'unité administrative fondamentale de l'Église orthodoxe, de l'Église catholique et des autres églises épiscopales. Canoniquement, l'église est paroissiale lorsqu'elle se voit reconnaître le droit de célébrer les baptêmes avec l'attribution de fonts baptismaux.

## Présentation
Au Moyen Âge on a différencié les églises en églises cathédrales, abbatiales, conventuelles, collégiales et paroissiales. Jusqu'au XIIe siècle, les villes peuplées tout au plus de quelques milliers d'habitants, ne possèdent qu'une seule église mais très vite l'expansion démographique urbaine nécessite la fondation de nouveaux centres paroissiaux pour pouvoir répondre aux obligations de communion annuelle et de pénitence qui nécessitent un plus fort encadrement pastoral.
Dans de nombreuses régions du monde, particulièrement dans les zones rurales, l'église paroissiale est nécessaire à la vie de la communauté chrétienne.
L'église reflète son statut, et il existe de très nombreuses variétés de tailles et de styles d'églises paroissiales. De nombreux villages en Europe possèdent des églises qui datent du Moyen Âge, mais toutes les périodes architecturales sont représentées.
Dans l'Église catholique, comme le lieu de culte pour la paroisse, cette église se trouve là où les membres de la paroisse doivent aller pour les baptêmes et les mariages, sinon la permission soit donnée par le pasteur pour les célébrer ailleurs. Une conséquence est que l'église paroissiale est la seule à avoir des fonts baptismaux.
On distingue aussi l'église paroissiale de l'église priorale[réf. nécessaire].